# 圖利欽
48°40′28″N 28°50′59″E / 48.67444°N 28.84972°E
圖利钦是烏克蘭西部文尼察州圖利欽區图利钦市镇内的城市及行政中心。始建於1607年，面積9.26平方公里，海拔高度208米，受大陸性氣候影響，每年平均降雨量472毫米，2023年人口13,896。

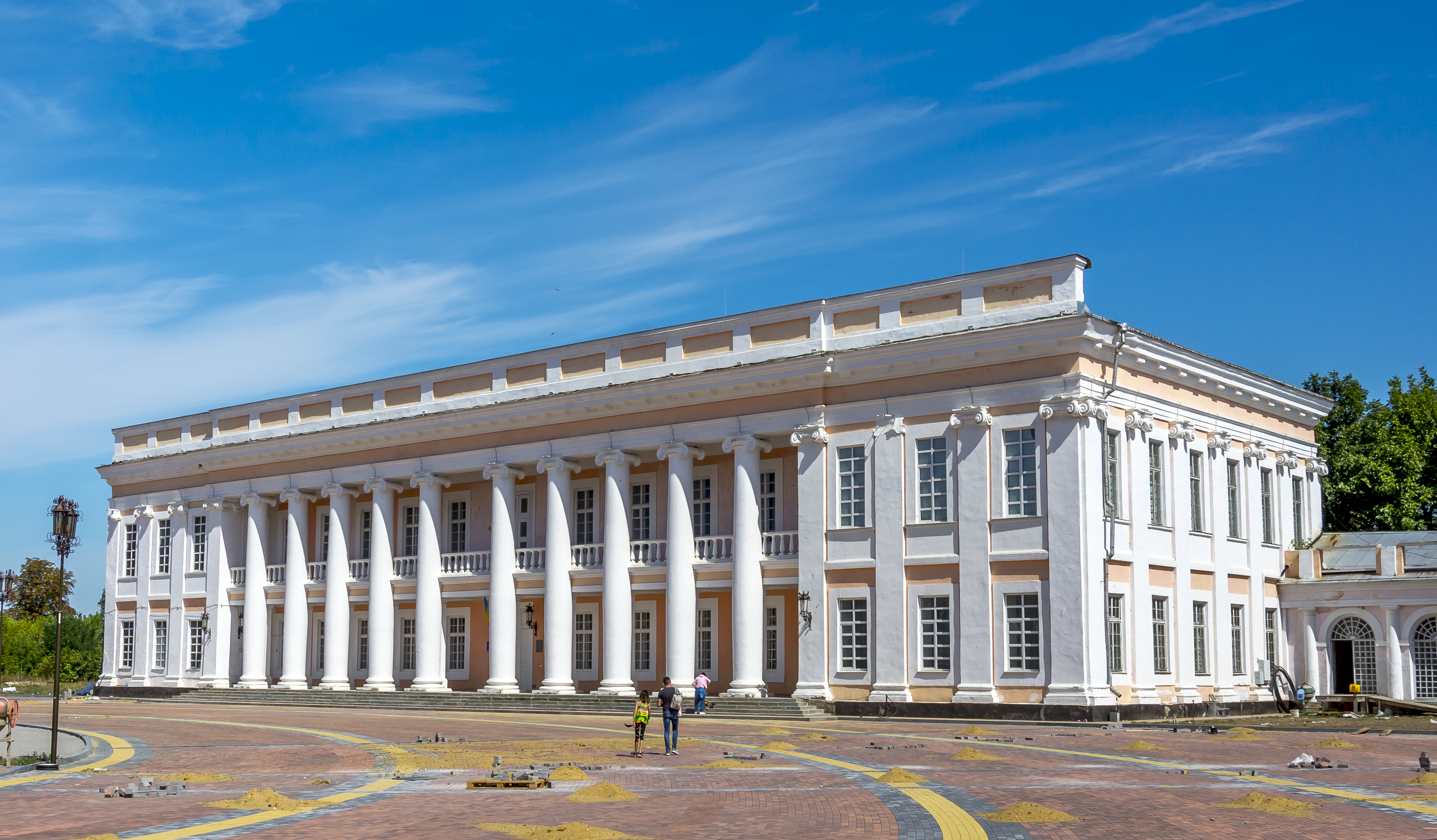
旧宫殿

1. ↑  . 北京: 中国地图出版社. 2003. ISBN 9787503127212.